# Polnische Besatzungszone

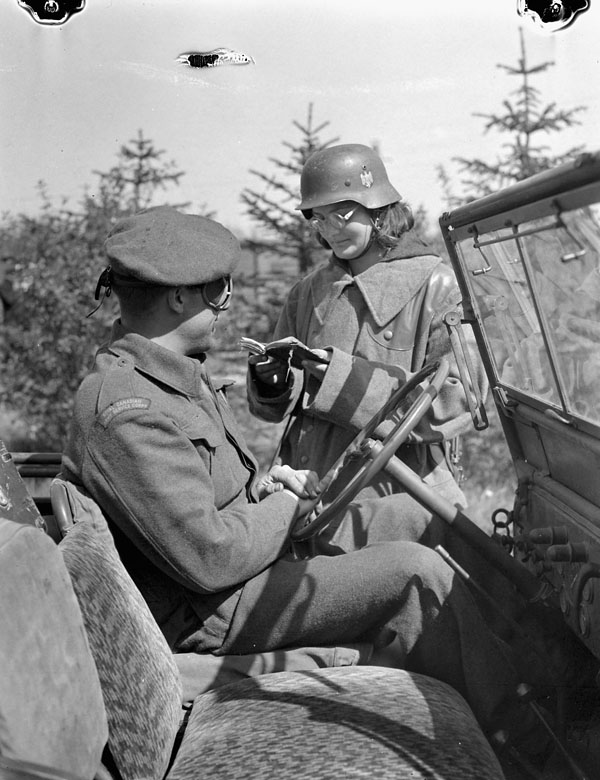
Eine polnische Soldatin in einer erbeuteten Wehrmachtsuniform während der Überprüfung von Dokumenten am 7. Mai 1945

Die polnische Besatzungszone war von 1945 bis 1948 ein Sondergebiet innerhalb der Britischen Besatzungszone im Nachkriegsdeutschland. Sie umfasste ein Gebiet von 6470 km² und befand sich vom 3. Juni 1945 bis zu ihrer Auflösung im heutigen Bundesland Niedersachsen in den Landkreisen  Grafschaft Bentheim,   Emsland und Cloppenburg sowie mit den heutigen Samtgemeinden Fürstenau, Artland, Bersenbrück, Neuenkirchen und der Gemeinde Bramsche im Landkreis Osnabrück. Am 20. Mai 1946 wurde die polnische Besatzungszone um den Landkreis Leer und am 3. August 1946 um Emden sowie den Landkreis Aurich, die heutige Samtgemeinde Holtriem und die westlichen Ortschaften der Samtgemeinde Esens im Landkreis Wittmund erweitert. Die Zone mit einem Lager für Displaced Persons wurde von der polnischen Exilregierung verwaltet. Verwaltungszentrum dieser polnischen Zone war die Gemeinde Haren. Sie war während dieser Zeit als Maczków nach Stanisław Maczek benannt. Weitere Orte, die von der deutschen Bevölkerung geräumt werden mussten, waren Teile von Papenburg und Friesoythe (der Ortsteil Neuvrees wurde in Kacperkowo umbenannt und weist aus dieser Zeit noch heute eine so genannte „Polenkirche“ auf). Das Straßendorf Völlen wurde nicht evakuiert. Hier erfolgte die Trennung der Bevölkerungsgruppen entlang der Straßenmitte: die deutschstämmige Einwohnerschaft wurde auf der östlichen Straßenseite konzentriert, während in die leer geräumten Häuser auf der westlichen Straßenseite Polen einzogen.
Die neue polnischstämmige Bevölkerung setzte sich zusammen aus etwa 30.000 Displaced Persons, vor allem ehemaligen Häftlingen der Emslandlager – zu diesen gehörten auch Angehörige des Warschauer Aufstandes vom August 1944 – und 18.000 polnischen Soldaten. Da die überwiegende Zahl aus den damaligen polnischen Woiwodschaften Lwów und Stanislau, dem heutigen Iwano-Frankiwsk, kamen, wurde die Gemeinde Haren zuerst in Lwów umbenannt. Die wichtigsten Straßen der Gemeinde erhielten polnische Namen dieser Orte. Bereits nach einem Monat wurde auf sowjetischen Druck der Name am 24. Juni 1945 erneut geändert. Die Stadt wurde in Maczków nach dem polnischen General Stanisław Maczek benannt, der mit seiner 1. Panzerdivision die umliegenden Gefangenenlager befreit hatte. Da sich ein großer Teil der in deutschen Lagern internierten polnischen Intelligenz hierauf in Maczków niederließ, entwickelte sich der Ort sehr dynamisch zum Zentrum des polnischen Verwaltungsgebietes. Die antikommunistische polnische Exilregierung soll sogar darüber nachgedacht haben, die Enklave auf bis zu 200.000 Polen aufzubauen, um so indirekt Druck für freie Wahlen in Polen ausüben zu können.
Die durch die polnische Exilregierung verwaltete polnische Besatzungszone im Emsland war für die Sowjetunion nicht tolerierbar. Deshalb verlangte die Sowjetunion von den britischen Behörden, die polnische Zone aufzulösen. Der britische Premierminister Winston Churchill ging während seiner Amtszeit nicht auf die Forderungen ein. Nach dem Wahlerfolg der Labour Party bei den britischen Unterhauswahlen wurde Clement Attlee im Juli 1945 Premierminister. Großbritannien erkannte die Volksrepublik Polen an und hatte nun das Ziel, Flüchtlinge zur Rückkehr in ihre Heimatländer zu bewegen, auch in Hinblick auf den steigenden Unmut der deutschen Bevölkerung. So wurden ab dem Herbst 1946 die ersten polnischen Truppenverbände aus dem Emsland nach Großbritannien verlegt und dort aufgelöst. Am 10. September 1948 verließen die letzten polnischen Soldaten das Gebiet, hauptsächlich in die Volksrepublik Polen oder die Commonwealth-Staaten. Die Gemeinde Maczków wurde der deutschen Verwaltung unterstellt und erhielt am 10. September 1948 ihren ursprünglichen Namen Haren (Ems) zurück.
Ähnlich verhielt es sich in Petershagen-Wietersheim.
Gräber aus dieser Zeit stehen unter dem Schutz des polnischen Konsulats in Hamburg und der Stadt Haren.